# Bob Kerrey
Joseph Robert "Bob" Kerrey, född 27 augusti 1943 i Lincoln, Nebraska, är en amerikansk demokratisk politiker. Han var Nebraskas guvernör från 1983 till 1987 och representerade därefter Nebraska i USA:s senat från 1989 till 2001. Han var rektor vid universitetet The New School (fram till 2005 New School University) 2001–2011.

## Biografi
Kerrey utexaminerades 1966 från University of Nebraska-Lincoln. Han tjänstgjorde i USA:s flotta under Vietnamkriget och tillhörde specialförbandet Navy SEALs. Han sårades i kriget och belönades med Medal of Honor. För insatserna i byn Thanh Phong år 1969 belönades han med Bronze Star. The New York Times Magazine och 60 Minutes II avslöjade 2001 att vad som hade skett i byn Thanh Phong var en regelrätt massaker med barn bland de dödade. Kerrey har påstått att han inte personligen deltog i massakrerandet men att han bär ansvaret för det skedda i och med att trupperna angrep byn under hans befäl. Kerrey har kommenterat upplevelserna i Vietnamkriget på följande sätt: "I thought dying for your country was the worst thing that could happen to you, and I don't think it is. I think killing for your country can be a lot worse."
Kerrey besegrade ämbetsinnehavaren Charles Thone i guvernörsvalet i Nebraska 1982. Han efterträddes 1987 som guvernör av Kay Orr.
Kerrey tillträdde i januari 1989 som senator för Nebraska. Han kandiderade i demokraternas primärval inför presidentvalet i USA 1992. Han vann primärvalet i South Dakota men partiet nominerade Bill Clinton som sedan besegrade George H.W. Bush i presidentvalet. Kerrey omvaldes i senatsvalet 1994 och bestämde sig för att inte ställa upp för en tredje mandatperiod i senaten. Han efterträddes 2001 som senator av partikamraten Ben Nelson. 
Kerrey tillträdde 2001 som rektor vid New School University. Universitetet bytte 2005 namn till The New School.